# Wannenspitzli
Das Wannenspitzli ist ein 1509 m ü. M. hoher Gipfel südwestlich des Dorfes Nesslau im Toggenburg im Schweizer Kanton St. Gallen.